# Heart of Stone (Cher)
Heart of Stone è il ventesimo album di inediti pubblicato dalla cantante e attrice statunitense Cher, messo in commercio il 19 giugno 1989 dalla Geffen Records. Fu l'album di Cher più venduto degli anni Ottanta.

## Descrizione
Heart of Stone è stato per Cher il secondo album di inediti pubblicato per l'etichetta Geffen Records.
Così come per il precedente disco di Cher, collaborarono nel ruolo di produttori e/o autori Peter Asher, Jon Bon Jovi, Diane Warren, Guy Roche e Desmond Child. Bonnie Tyler e Michael Bolton fecero da coristi per Cher nella traccia Emotional Fire, che originariamente era stata scritta per l'album di Bolton del 1987 The Hunger, e nella canzone Starting Over. Il disco fu registrato tra la fine del 1988 e l'inizio del 1989, mentre Cher era legata a Rob Camilletti, a cui l'album è dedicato.
Questo disco divenne uno degli album più venduti per la cantante statunitense, con 13,5 milioni di copie in tutto il mondo. Raggiunse la posizione numero 10 nella classifica statunitense, diventando il primo album solista di Cher a entrare nella top 10, la settima posizione in quella britannica e la prima in quella australiana, dimostrandosi un successo internazionale.
La copertina originale del disco, disegnata da Octavio Ocampo, raffigurava la cantante accanto a un cuore di pietra. Venne successivamente modificata con una foto di Cher poiché la composizione ricordava quella di un teschio.

## Tracce
1. If I Could Turn Back Time – 4:16
2. Just Like Jesse James – 4:06
3. You Wouldn't Know Love – 3:30
4. Heart of Stone – 4:21
5. Still in Love with You – 3:08
6. Love on a Rooftop – 4:22
7. Emotional Fire – 3:53
8. All Because of You – 3:30
9. Does Anybody Really Fall in Love Anymore – 4:12
10. Starting Over – 4:09
11. Kiss to Kiss – 4:23
12. After All – 4:07 – duetto con Peter Cetera

## Classifiche
| Paese (1989)  | Posizione massima |
| ------------- | ----------------- |
| Australia     | 1                 |
| Austria       | 15                |
| Canada        | 17                |
| Germania      | 19                |
| Nuova Zelanda | 7                 |
| Paesi Bassi   | 67                |
| Regno Unito   | 7                 |
| Stati Uniti   | 10                |
| Svezia        | 19                |